# قائمة امراض الكبدية الصفراوية
تشمل أمراض الكبدية الصفراوية (Hepato-biliary diseases) أمراض الكبد وامراض الصفراوية. يُعرف دراسة هذه الأمراض بطب الكبد (Hepatology).

## أمراض الكبد

### التهاب الكبد الفيروسي
- التهاب الكبد الحاد أ
- التهاب الكبد الحاد ب
- التهاب الكبد الحاد سي
- التهاب الكبد الحاد د – يحدث هذا نتيجة العدوى الفوقي (العدوى على عدوى قائمة) مع مستضد دلتا في مريض مصاب بالفعل بالتهاب الكبد ب
- التهاب الكبد الحاد ه
- التهاب الكبد الفيروسي المزمن
- هناك احتمال بوجود فيروسات أخرى التهاب الكبد الفيروسي، ولكن علاقتها بالمرض لم يتم اثباتها بشكل قاطع مثل الفيروسات السابقة (التهاب الكبد F، التهاب الكبد جي، التهاب الكبد اكس)[2]

### أمراض معدية أخرى
- التهاب الكبد:
  - عدوى الفيروس المضخم للخلايا
  - فيروس الهربس: عدوى الهربس البسيط
- داء المقوسات
- داء البلهارسيات الكبدية الطحالية
- ارتفاع ضغط الدم البابي في داء البلهارسيات
- مرض الكبد في مرض الزهري
- عدوى فيروس إبشتاين-بار
- عدوى فيروس الحمى الصفراء
- عدوى فيروس الحصبة الألمانية
- داء البريميات
- داء المشوكات
- داء الأميبات

### أمراض التهابية أخرى
- خراج الكبد
- التهاب الكبد بالمناعة الذاتية
- التهاب الأقنية الصفراوية الأولي ( تشمع الكبد الصفراوي الأولي )
- التهاب الوريد البابي
- التهاب الكبد الحبيبي
  - تسمم بالبيريليوم
  - الساركويد
- مرض الكبد الدهني اللاكحولي (NASH)

### الكحول
يؤدي هذا إلى تراكم الدهون في الكبد والتهاب الكبد والتليف والتصلب مما يؤدي إلى تليف الكبد وفشل الكبد في النهاية.

### السموم
يشمل ذلك في الغالب التسمم الكبدي الدوائي (DILI) والذي قد يولد أنماطًا مختلفة لأمراض الكبد، بما في ذلك:
- ركود صفراوي
- التنخر
- التهاب الكبد الحاد والتهاب الكبد المزمن بأشكال مختلفة
- التليف الكبدي
- آثار الباراسیتامول(الأسيتامينوفين)
- الاضطرابات النادرة الأخرى مثل التضخم العقدي البؤري، والتليف الكبدي، والفرفرية الكبدية، ومرض الانسداد الوريدي الكبدي .

يعد تلف الكبد جزءًا من متلازمة راي .

### الأورام
الورم الخبيث في الكبد والقنوات الصفراوية داخل الكبد. الأشكال الأكثر شيوعًا هي:
- ورم خبيث نقيلة للكبد (سرطان ينتقل إلى الكبد من مكان آخر)

- سرطان خلايا الكبد
  - سرطانة الخلايا الكبدية
  - ورم الكبد
- سرطان القنوات الصفراوية
- ورم أرومي الكبد
- ساركوما وعائية في الكبد
- ساركوما خلية كوبفر
- ساركوما أخرى في الكبد

تشمل الأورام الحميدة للكبد: الأورام الدموية الكبدية والأورام الغدية الكبدية والتضخم العقدي البؤري (FNH).

### مرض الكبد في المرحلة النهائية
يمكن أن تسبب أمراض الكبد المزمنة مثل التهاب الكبد المزمن وإدمان الكحول المزمن أو أمراض الكبد السمية المزمنة
- فشل الكبد ومتلازمة الكبد
- تليف وتشمع الكبد

يمكن أن يحدث التليف أيضًا في التهاب القنوات الصفراوية الأولية. ونادراً ما يكون التليف خلقيًا.

### الأمراض الأيضية
- الأمراض الأيضية (الفصل E في التصنيف الدولي للأمراض - 10)
  - داء ترسب الأصبغة الدموية
  - مرض ويلسون
  - متلازمة غلبرت
  - متلازمة كريغلر-نجار
  - متلازمة دوبين جونسون
  - متلازمة روتور

### اضطرابات الأوعية الدموية
- الاحتقان الافاعل المزمن في الكبد
- التهاب نزفي مركزي للكبد
- احتشاء الكبد
- فرفرية كبدية
- مرض الانسداد الوريدي الكبدي
- ارتفاع ضغط الدم البابي
- متلازمة بود كياري

### الكيسات
- مرض كيسي خلقي في الكبد
- الكيسات الناجمة عن المشوكة [الإنجليزية] (جنس من الديدان بيتبع شريطيات)
- مرض الكبد متعدد الكيسات

### أخرى
التنكس النشواني للكبد (تليف الكبد النشواني)

## أمراض المرارة والاقنية الصفراوية
- الورم الخبيث في المرارة
- الورم خبيث في أجزاء أخرى من الاقنية الصفراوية
  - القناة الصفراوية خارج الكبد[5]
  - أمبولة فاتر
- الحصوة الصفراوية
- التهاب المرارة
- أخرى (باستثناء متلازمة ما بعد استئصال المرارة )، ولكن بما في ذلك:
  - انسدادات أخرى في المرارة (مثل التضيقات)
  - الاستسقاء ، الانثقاب، الناسور
  - كولسترولية المرارة
  - خلل حركة العصارة الصفراوية
- رمز ICD-10 K83: أمراض أخرى في القناة الصفراوية:
  - التهاب الأقنية الصفراوية (بما في ذلك التهاب الأقنية الصفراوية الصاعد والتهاب الأقنية الصفراوية المصلب الأولي )
  - انسداد، انثقاب ، ناسور القناة الصفراوية
  - تشنج العضلة العاصرة أودي
  - الكيس الصفراوي
  - رتق القناة الصفراوية